# DFC Germania Praag
DFC Germania Praag was een etnisch Duitse voetbalclub uit Praag wat op dat moment een grootstad was in het keizerrijk Oostenrijk-Hongarije en tegenwoordig de hoofdstad is van Tsjechië.

## Geschiedenis
Germania was een van de vele clubs die door spelers van Duitse origine opgericht werden in wat later Tsjechoslowakije zou worden. Samen met DFC Praag was de club medeoprichter van de Duitse voetbalbond in Leipzig in 1900. De club sloot zich ook aan bij de VDPF (Verband der Deutschen Prager Fußballvereine) en werd in 1902 kampioen. Het volgende seizoen stond de club samen met DFC Praag aan de leiding van de rangschikking toen DFC Praag verkozen werd om deel te nemen aan de allereerste eindronde om de Duitse landstitel waar DFC uiteindelijk de finale bereikte.
In 1903 verhuisde Germania naar de grensstad Graslitz en werd DFC Graslitz. Toen Duitsland lid werd van de FIFA in 1904 werden Tsjechische teams niet langer toegelaten tot competities van de DFB. De FIFA stond ook een Duitse of Slavische voetbalbond toe binnen de grenzen van het Oostenrijks-Hongaarse keizerrijk.
Na de annexatie van Sudetenland bij het Derde Rijk in 1938 sloot de club zich bij de Gauliga Sudetenland aan. Onder de naam NSTG Graslitz werd de club kampioen in 1940. De club nam deel aan de Tschammerpokal, een voorloper van de huidige DFB-Pokal en werd daar verslagen door de latere winnaar Dresdner SC. Tijdens seizoen 1940/41 trok de club zich terug uit de Gauliga en keerde terug in 1943/44. Na de bevrijding van Tsjechoslowakije in 1945 werd de club opgeheven.